# Здзешовице (гмина)
Здзешовице (пол. Zdzieszowice) — городско-сельская гмина (волость) в Польше, входит как административная единица в Крапковицкий повет, Опольское воеводство. Население — 17 589 человек (на 2004 год).

## Демография
| Перепись                       | Всего   | Всего | Женщины | Женщины | Мужчины | Мужчины |
| ------------------------------ | ------- | ----- | ------- | ------- | ------- | ------- |
| Единицы                        | человек | %     | человек | %       | человек | %       |
| Население                      | 17 589  | 100   | 8803    | 50      | 8786    | 50      |
| Плотность населения (чел./км²) | 304     | 304   | 152,2   | 152,2   | 151,9   | 151,9   |

## Сельские округа
1. Янушковице
2. Ясёна
3. Кремпна
4. Олешка
5. Розвадза
6. Жырова
7. Вельмежовице

## Соседние гмины
1. Гмина Гоголин
2. Кендзежин-Козле
3. Гмина Лесница
4. Гмина Крапковице
5. Гмина Реньска-Весь
6. Гмина Стшельце-Опольске
7. Гмина Вальце